# 特里同喷泉

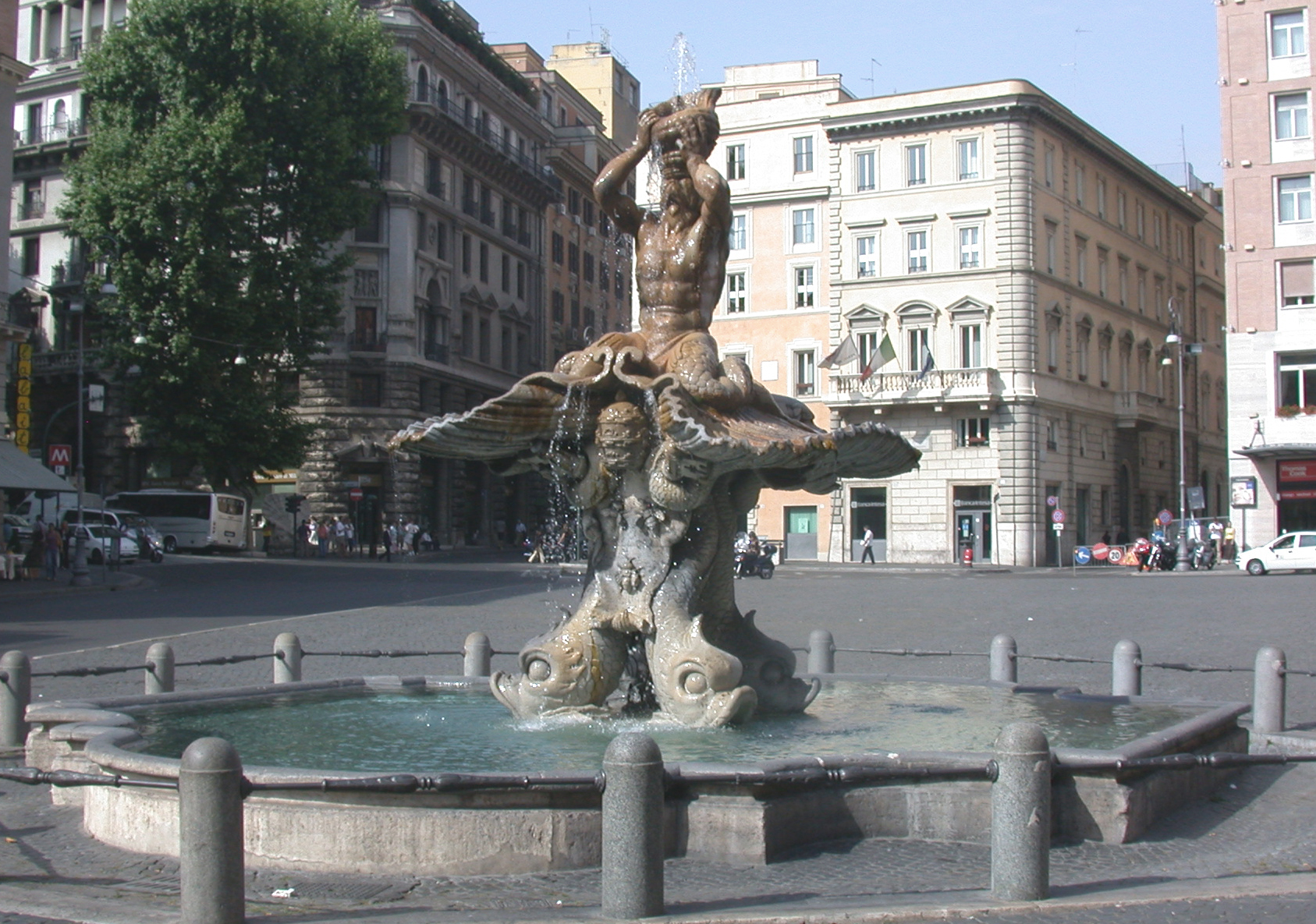
特里同喷泉

特里同喷泉（義大利語：Fontana del Tritone）是一座17世纪喷泉，位于罗马巴贝里尼广场，作者是著名的巴洛克雕塑家济安·贝尼尼，出资人是教宗乌尔巴诺八世。靠近巴贝里尼宫（现在是Galleria Nazionale d'Arte Antica）大门，巴贝里尼宫也是由贝尼尼为乌尔巴诺八世的巴贝里尼家族所帮助设计兴建。
特里同喷泉建于1642–43年，其中心是一个肌肉发达的古希腊罗马神话中未成年海神特里同，人鱼形状，有四个海豚尾翼。他头部后仰，双臂举起海螺饮水；从此喷射出水流。下面有四只海豚支撑，在其鳞片的尾巴上，有教宗头饰与十字交叉的钥匙和巴贝里尼蜜蜂纹章。